# Distretto di Kpayan
Il distretto di Kpayan è un distretto della Liberia facente parte della contea di Sinoe.